# Joan Muysken (1894-1945)
Joan Muysken (Amsterdam, 26 mei 1894 – Delft, 11 augustus 1945) was een Nederlands ingenieur, hoogleraar werktuigbouwkunde aan de Technische Hogeschool te Delft, en rector magnificus.

## Levensloop
Muysken was de zoon van Joan Muysken en Elizabeth Benjamina van Deurs. Hij studeerde werktuigbouwkunde aan de Technische Hogeschool te Delft van 1912 tot 1917. Bij het uitbreken van de Eerste Wereldoorlog diende Muysken enige tijd in de Nederlandse krijgsmacht, waar hij de eerste verrijdbare radio-zend-en-ontvang-toestellen bouwde.
Na de oorlog werkte Muysken korte tijd in Zweden en vervolgens in de Verenigde Staten, waar hij trouwde. Terug in Nederland in 1920 begon hij een carrière bij Werkspoor in Amsterdam, waar hij uiteindelijk opklom tot onderdirecteur. In 1932 werd hij aan de Technische Hogeschool te Delft aangesteld als hoogleraar werktuigbouwkunde, waar hij in de oorlogsjaren de laatste rector magnificus was voordat de hogeschool werd gesloten in 1944. Hij bekleedde verder het voorzitterschap van de Vereniging van Delftsche Ingenieurs en was bij het Koninklijk Instituut van Ingenieurs hoofd van de sectie Werktuigbouwkunde. 
Muysken was in september 1943 Henk Dorgelo als rector magnificus opgevolgd, in een tijd van grote beroering om de loyaliteitsverklaring die studenten moesten ondertekenen. Hij had zich in eerste instantie bereid verklaard om onder de gegeven omstandigheden mee te werken, maar kwam tot inzicht dat het onderwijs moest worden stilgelegd. In de senaatsvergadering van 19 juni 1944 werd besloten geen nieuwe rector voor te dragen, en om studenten te adviseren de loyaliteitsverklaring niet te tekenen. De oproep hiertoe werd op het gebouwen van de Hogeschool geplakt, en was door Muysken ondertekend. Muysken besloot hierna niet onder te duiken om repercussies op collega's te voorkomen. De dag erop werd hij gevangengenomen, en na een schijnproces werd hij tot een jaar tuchthuisstraf veroordeeld. Muysken werd gevangengezet in het Duitse Siegburg. Door de oprukkende geallieerden werd hij in een zware tocht overgebracht naar Landsberg, waar een slechte behandeling zijn gezondheid verder verzwakte. Kort na zijn bevrijding keerde hij ziek terug naar Delft, waar hij overleed.
In een herdenkingsrede in 1945 werd Muysken geprezen als "een mens van hoge levensopvattingen die zichzelf kon verloochenen, onkreukbaar en
betrouwbaar."

## Personalia
Muysken trouwde in 1919 met Hannah Thompson (1893-1939) in Pasadena, California. Ze had gestudeerd aan de Stanford-universiteit. In Nederland was ze actief als kunstenares. Ze hadden samen drie zonen.  
- Virtual International Authority File: 110966707
- WorldCat: E39PBJrRjyC7xXpP3b8hQFJhpP